# 마틴 로이드 존스
데이비드 마틴 로이드 존스(영어: David Martyn Lloyd-Jones, 1899년 12월 20일 ~ 1981년 3월 1일)은 영국의 의사 출신의 복음주의 설교자이다. 존 스토트와 함께 한국교회에 가장 영향력이 많았던 목회자였다.

## 경력
청년 의사였던 로이드 존스는 40세가 되던 해에 런던 웨스트민스터 채플에서 설교자로 활동하였다. 그가 미국 필라델피아에 있는 웨스트민스터 신학교에서 강연한 내용을 출판한 "목사와 설교"는 명저로 알려져 있다. 로이드 존스는 웨일스학파의 대표적인 회중교회의 목회자였다.

## 설교 특징

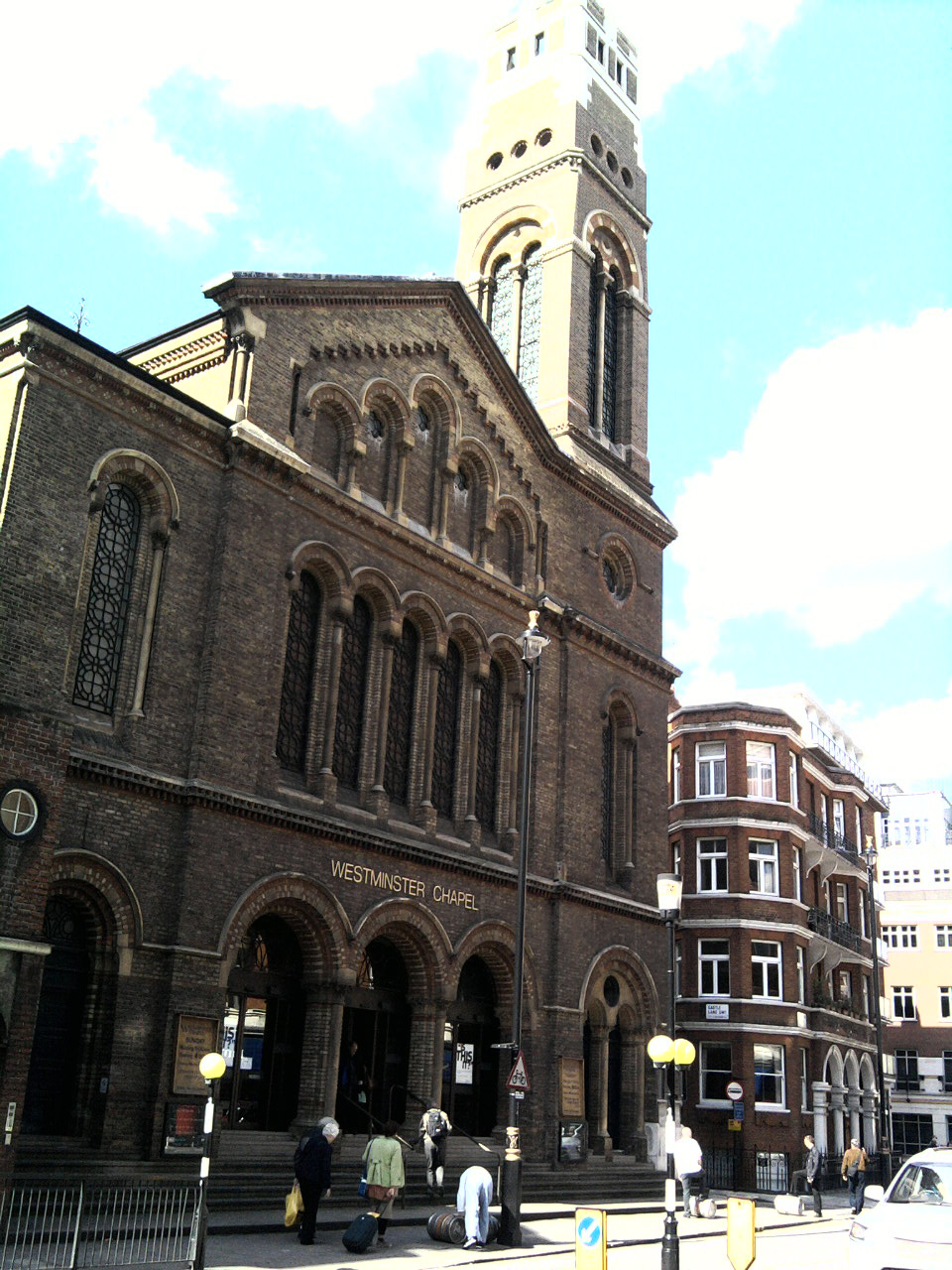
웨스트민스터 성당

### 거룩함과의 만남
로이드 존스는 기독교에 대해 불붙는 논리(logic on fire)라고 불렀다. 이는 인간의 감정에 호소하는 감상적인 설교를 말하는 것이 아니라, 거룩함과 만나는 경험을 통해 그리스도인은 하나님께 열정적인 집중을 하게 된다는 뜻이다.
| “ | 그리스도인으로서 우리들이 주장해야 하고, 또한 알아야 하며, 체험해야 하는 것은 어떤 일들을 하고 안 하는 것들에 대한 일반적인 아이디어나 행위들이 아닙니다. 오직 하나님을 아는 것만이 우리들의 목표이어야 합니다. 그 이외의 것은 모두 그리스도인의 목표 미달입니다.(복음의 핵심, 132쪽.). | ” |

### "종교오락"에 대한 거부
마틴 로이드 존스는 사회에서 출세한 사람들이 간증하는 일부 개신교 교회들의 모습들에 대해 "종교오락"이라는 말을 썼다. 즉, 교인이라는 소비자들의 니즈에 맞게 설교하고 목회하는 종교서비스가 하나님의 말씀을 전한다는 설교의 의미를 훼손시킬 수 있음을 꿰뚫어본 것이다.
| “ | 간증자로 초대되는 사람들 중에는 해군 제독이나 육군 장성처럼 특별한 직함을 가진 이들도 있고, 야구선수나 연극배우, 영화배우, 가수처럼 대중에게 잘 알려진 이들도 있습니다. 사람들은 복음을 설명하고 설교하는 일보다 그런 이들의 간증 듣는 일을 훨씬 더 가치 있게 여깁니다. 제가 이 모든 것을 ‘오락’이라는 범주에 포함시키고 있음을 눈치 채셨습니까? 저는 이런 일들이 당연히 오락에 속한다고 생각합니다. 그런데 교회는 설교에 등을 돌리고 이런 오락에 관심을 갖는 것입니다. (설교와 설교자 26). | ” |

### 신학에 대한 존중
로이드 존스는 설교는 신학적이어야 한다고 보았다. 즉 설교자는 하나님과 사람의 관계에 대해 고민하는 학문인 신학에 집중해야 한다고 주장함으로써 설교를 잘하는 방법을 배우려고 하거나, 교인들에게 교회생활과 사회생활을 열심히 하라고 가르치는 현대교회의 문제점을 극복하고자 하였다. 특별히 조직신학과 교회사는 그의 설교에서 중요한 역할을 하였다.

## 청교도신학을 장려
로이드 존스 박사는 1959년부터 1978년까지 웨스트민스터 청교도 연구회( Puritan and Westminster Conferences)에서 19회분을 강연하였다.

## 부흥에 대한 견해
로이드 존스는 성령의 부으심이 말씀 선포로만 된다고 주장하는 것은 성령의 불을 끄는 행위라고 주장하였다. 그는 부흥운동이 성령의 기름부으심이며, 칼빈주의가 만일 메소디즘과 함께 하지 않으면, 지성주의와 스콜라주의로 흐른다고 경고하였다. 그렇게 함으로 신앙고백이 성경을 대체할 수 있는 권위를 가질 수 있다고 경고하였다. 그는 열광주의 즉 감정 조절이 한되는 상태를 옹호하며, 이것을 칼빈주의자들이 반박한다고 주장하였다.

## 저서
로이드 존스의 저서로는
- 목사와 설교, CLC
- The Miracle of Grace, 은혜와 기적, 백합출판사, 1987
- 영적 침체와 치유, 이용태 역, 기독교문서선교회(CLC), 2001
- 하나님 나라(복있는 사람)
- 사도행전 강해시리즈(승리하는 기독교 등, 복있는 사람)
- 설교와 설교자(복있는 사람)
- 내가 자랑하는 복음, 복있는 사람, 2008
- 로마서 강해, 기독교문서선교회
- 청교도 신앙 그 기원과 계승자들 (The Puritans: Their Origins and Successors) 서문강역, 생명의 말씀사 2002.

가 있으며, 특히 복있는 사람에서는 개혁주의 신학단체인 진리의 깃발(Banner of Truth)와 계약하여 로이드 존스의 책을 내고 있다.